# Erick Pulga
Erick Pulga, pseudonimo di Erick da Costa Farias (Fortaleza, 2 ottobre 2000), è un calciatore brasiliano, attaccante del Bahia.

## Carriera
Ha iniziato a giocare a calcio nel Grêmio Pague Menos per poi passare al River nel 2020. Dopo aver ben figurato nella Copinha è stato promosso in prima squadra ma poco dopo è stato prestato al Fortaleza dove ha militato nell'Under-20.
Nel 2021 ha firmato con l'Atlético Cearense dove ha debuttato il 14 febbraio nell'incontro del Campionato Cearense perso 2-1 contro il Barbalha. Successivamente ha partecipato anche al campionato di Série D, dove ha contribuito alla promozione con 7 reti in 21 incontri. Nel gennaio del 2022 è stato prestato al Madureira per disputare il Campionato Carioca e nel mese di aprile, con la stessa formula, è passato al Campinense dove ha giocato in Série C. A settembre è stato prestato al Maracanã-CE per disputare la Copa Fares Lopes.
Nel gennaio del 2023 è stato prestato al Ferroviário-CE per tutta la durata del campionato cearense ed il 29 marzo ha firmato un contratto di un anno e mezzo con il Ceará. Ha debuttato in Série B il 15 aprile nell'incontro perso 2-0 contro l'Ituano ed ha segnato il suo primo gol il 12 novembre contro il Mirassol. La stagione successiva è iniziata con la conquista del campionato statale da capocannoniere con 5 reti in 9 partite e si è conclusa con la promozione dei bianconeri in Série A, risultando il capocannoniere anche di questa competizione con 13 reti in 35 incontri.
L'8 gennaio 2025 è stato acquistato a titolo definitivo dal Bahia, con cui ha firmato un contratto di cinque anni.

## Statistiche

### Presenze e reti nei club
Statistiche aggiornate al 22 aprile 2025.
| Stagione        | Squadra           | Campionato      | Campionato | Campionato | Coppe nazionali | Coppe nazionali | Coppe nazionali | Coppe continentali | Coppe continentali | Coppe continentali | Altre coppe | Altre coppe | Altre coppe | Totale | Totale | Totale |
| Stagione        | Squadra           | Comp            | Pres       | Reti       | Comp            | Pres            | Reti            | Comp               | Pres               | Reti               | Comp        | Pres        | Reti        | Pres   | Reti   |        |
| --------------- | ----------------- | --------------- | ---------- | ---------- | --------------- | --------------- | --------------- | ------------------ | ------------------ | ------------------ | ----------- | ----------- | ----------- | ------ | ------ | ------ |
| 2021            | Atlético Cearense | PD/CE+D         | 10+21      | 0+7        | -               | -               | -               | -                  | -                  | -                  | CFL         | 2           | 0           | 33     | 7      |        |
| gen.-apr. 2022  | Madureira         | A/RJ            | 11         | 1          | -               | -               | -               | -                  | -                  | -                  | -           | -           | -           | 11     | 1      |        |
| apr.-set. 2022  | Campinense        | PD/PB+C         | 5+13       | 0          | CB              | 0               | 0               | -                  | -                  | -                  | -           | -           | -           | 18     | 0      |        |
| set.-dic. 2022  | Maracanã-CE       | -               | -          | -          | -               | -               | -               | -                  | -                  | -                  | CFL         | 8           | 1           | 8      | 1      |        |
| gen.-mar. 2023  | Ferroviário-CE    | PD/CE           | 9          | 4          | CB              | 2               | 0               | -                  | -                  | -                  | CdN         | 11          | 5           | 22     | 9      |        |
| mar.-dic. 2023  | Ceará             | B               | 18         | 1          | CB              | 0               | 0               | -                  | -                  | -                  | -           | -           | -           | 18     | 1      |        |
| 2024            | Ceará             | PD/CE+B         | 9+35       | 5+13       | CB              | 1               | 0               | -                  | -                  | -                  | CdN         | 6           | 4           | 51     | 22     |        |
| 2025            | Bahia             | PD/BA+A         | 8+5        | 2+1        | CB              | 0               | 0               | CL                 | 6                  | 1                  | CdN         | 3           | 3           | 22     | 7      |        |
| Totale carriera | Totale carriera   | Totale carriera | 144        | 34         |                 | 3               | 0               |                    | 6                  | 1                  |             | 30          | 13          | 183    | 48     |        |

## Palmarès

### Club

#### Competizioni statali
- Campionato Paraibano: 1

Madureira: 2022
- Copa do Nordeste: 1

Ferroviario: 2023
- Campionato Cearense: 1

Ceará: 2024
- Campionato Baiano: 1

Bahia: 2025

### Individuale
- Capocannoniere del Campionato Cearense

2024 (5 gol)
- Capocannoniere del Campeonato Brasileiro Série B

2024 (13 gol)